# Peter van Asbeck
Hendrik Jan Peter baron van Asbeck (Den Haag, 26 december 1954) is een voormalig Nederlands hockeyer.

## Loopbaan
Van Asbeck speelde in het seizoen 1983/1984 18 interlands voor de Nederlandse hockeyploeg waarin hij tweemaal doel trof.
Hij maakte deel uit van de selectie die zesde werd op de Olympische Spelen 1984 in Los Angeles. In Nederland speelde Van Asbeck in de Hoofdklasse voor Klein Zwitserland net als zijn jongere broer. Na zijn sportcarrière werd hij tandarts.

## Familie
Hij is een telg uit het geslacht Van Asbeck en de zoon van mr. Henrik Jan baron van Asbeck (1924-2011), particulier secretaris en hoofd particulier secretariaat prinses Beatrix en prins Claus der Nederlanden, en  Sonja Francisca Driessen (1924-2018) en de oudere broer van Ewout van Asbeck. Hij trouwde in 1990 en kreeg een zoon en een dochter.
Peter van Asbeck · 
Ewout van Asbeck · 
Lex Bos · 
Roderik Bouwman · 
Cees Jan Diepeveen · 
Theodoor Doyer · 
Maarten van Grimbergen · 
Arno den Hartog · 
Tom van 't Hek · 
Pierre Hermans · 
René Klaassen · 
Hans Kruize · 
Jan Hidde Kruize · 
Ties Kruize · 
Eric Pierik · 
Ron Steens ·
Coach: Wim van Heumen